# لوحة كلزار الخطية

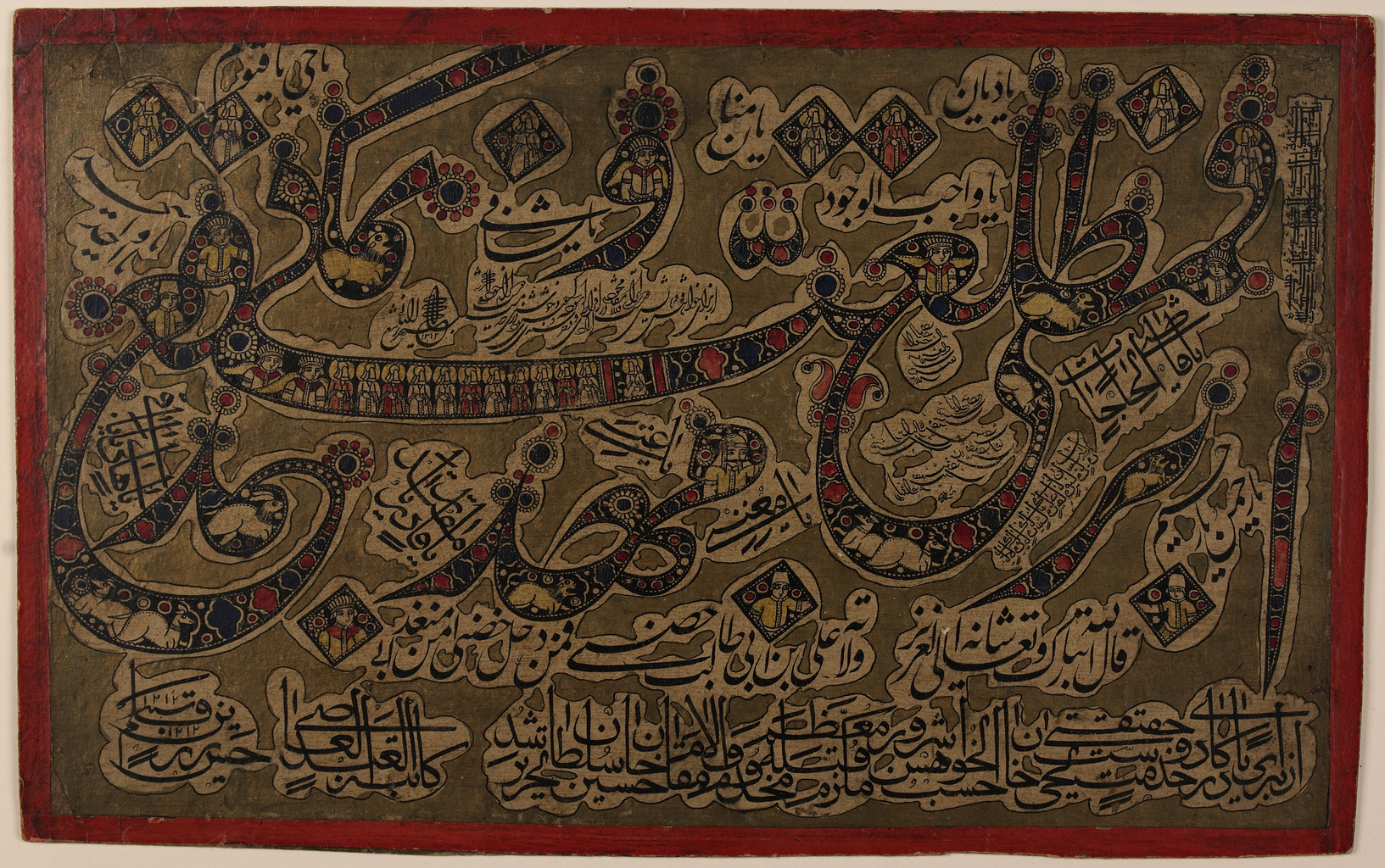
لوحة كلزار الخطية

لوح گلزار الخطي (بالإنجليزية: Gulzar Calligraphic Panel)‏ لوح منقوش بالخط الأسود والأحمر على أرضية بيضاء مزخرفة بالذهب، يحتوي على عدد من الصلوات دعاء موجهة إلى الله، والنبي محمد وعلي بن أبي طالب. 

## محتوى اللوح
كُتبت الكلمات الكبيرة بخط النستعليق وتملأها الأشكال الزخرفية والحيوانات والأشكال الإنسانية، ويُسمى هذا النمط من الخط الغني بأشكال عديدة گلزار، الذي يعني حرفيا حديقة الورود أو ممتلئ بالورود، وعادة ما يُستعمل هذا النمط في المناطق الداخلية من النقوش المكتوبة بخط نستعليق، وكان خط الـگلزار رائجا في إيران خلال أواخر القرن الثامن عشر وفي القرن التاسع عشر، كتب هذه القطعة الخطاط حسين زارين قلم المعروف باسم حسين ذو القلم الذهبي لحسين خان سلطان، ويرجع تاريخها إلى الفترة المبكرة من حكم القجار في إيران 1785-1925ميلادي، وتحيط الأحرف الكبيرة المكتوبة بخط النستعليق والتي تملأها الأشكال المتكررة صلوات شيعية قصيرة مخطوطة بأحرف مختلفة، وتشمل هذه الخطوط الثلث، والنسخ والنستعليق والشيكاستا، والتوقيع أو الإجاز، والكوفي، وهنالك أيضا جملة منقوشة بالعكس كأنها كُتبت باستعمال المرآة.

## الغرض منه
الغرض من هذه المجموعة المنوعة من الخطوط، بالإضافة إلى النص الرئيسي الكبير في الوسط الذي كُتب بخط گلزار، هو إظهار براعة حسين زارين قلم في الكتابة بالخطوط الرئيسية.